# Masparraute
Masparraute (baskisch Martxueta) ist eine französische Gemeinde mit 271 Einwohnern (Stand 1. Januar 2022) im Département Pyrénées-Atlantiques in der Region Nouvelle-Aquitaine (vor 2016: Aquitanien). Die Gemeinde gehört zum Arrondissement Bayonne und zum Kanton Pays de Bidache, Amikuze et Ostibarre (bis 2015: Kanton Saint-Palais).
Die Bewohner werden Martxuetar genannt.

## Geographie
Masparraute liegt ca. 45 km südöstlich von Bayonne im historischen Landstrich Pays de Mixe (baskisch Amikuze) der historischen Region Nieder-Navarra im französischen Teil des Baskenlands.
Umgeben wird Masparraute von den Nachbargemeinden:
| Arraute-Charritte | Bergouey-Viellenave                         |               |
|                   | Kompassrose, die auf Nachbargemeinden zeigt | Labets-Biscay |
| Amorots-Succos    | Béguios                                     |               |

Masparraute liegt im Einzugsgebiet des Flusses Adour. Der Minhurièta Erreka, ein Nebenfluss der Bidouze, durchquert zusammen mit seinem Zufluss, dem Faitureko Erreka, das Gebiet der Gemeinde ebenso wie die Apatharena, einem Nebenfluss des Lihoury.

## Geschichte
Die Familie Masparraute gab der Gemeinde ihren Namen. Sie besaß im 11. Jahrhundert eine Burg mit einer lange Zeit betriebenen Wassermühle. Im 13. Jahrhundert erlebte das Dorf einen Glanzpunkt, als sein Grundherr die Ehre hatte, begleitet von anderen Grundherren des Nieder-Navarra an der Huldigung von Sancho VII., König von Navarra, im Schloss von Gramont teilzunehmen.
Toponyme und Erwähnungen von Masparraute waren:
- Mansbarraute (1080 und 1119),
- Mauzbarraute (1080, Manuskriptsammlung von André Duchesne, Band 114, Blatt 32),
- Mazberraute (1119),
- Sanctus Stephanus de Manzberraute (1160),
- Mans-Barraute und Mazbarraute (12. Jahrhundert, Kopialbuch der Abtei Saint-Jean de Sorde, S. 24 und S. 29),
- Mazperaute (1309),
- Mazparraute (1402, Urkunden des Königreichs Navarra),
- Mazparraute und Marchoete (1413),
- Masperaute, Masberrauta, Masparrauta und Masperrauta (1434, 1443, bzw. 1462 bei den letzten beiden Formen, Notare von Oloron, Nr. 3, Blatt 26 und Nr. 4, Blatt 9, 10 und 76),
- Mazparrauta (1513, Urkunden aus Pamplona) und
- Masparraute (1750, Karte von Cassini).[4][5][6]

### Einwohnerentwicklung
Nach Höchstständen der Einwohnerzahl von rund 680 zu Beginn des 19. Jahrhunderts reduzierte sich die Zahl bei kurzen Erholungsphasen, insbesondere in den 1930er Jahren, bis zur Jahrtausendwende auf rund 210 Einwohnern, bevor ein moderates Wachstum einsetzte.
| Jahr      | 1962 | 1968 | 1975 | 1982 | 1990 | 1999 | 2006 | 2009 | 2022 |
| --------- | ---- | ---- | ---- | ---- | ---- | ---- | ---- | ---- | ---- |
| Einwohner | 346  | 292  | 268  | 265  | 230  | 211  | 240  | 249  | 271  |

## Sehenswürdigkeiten

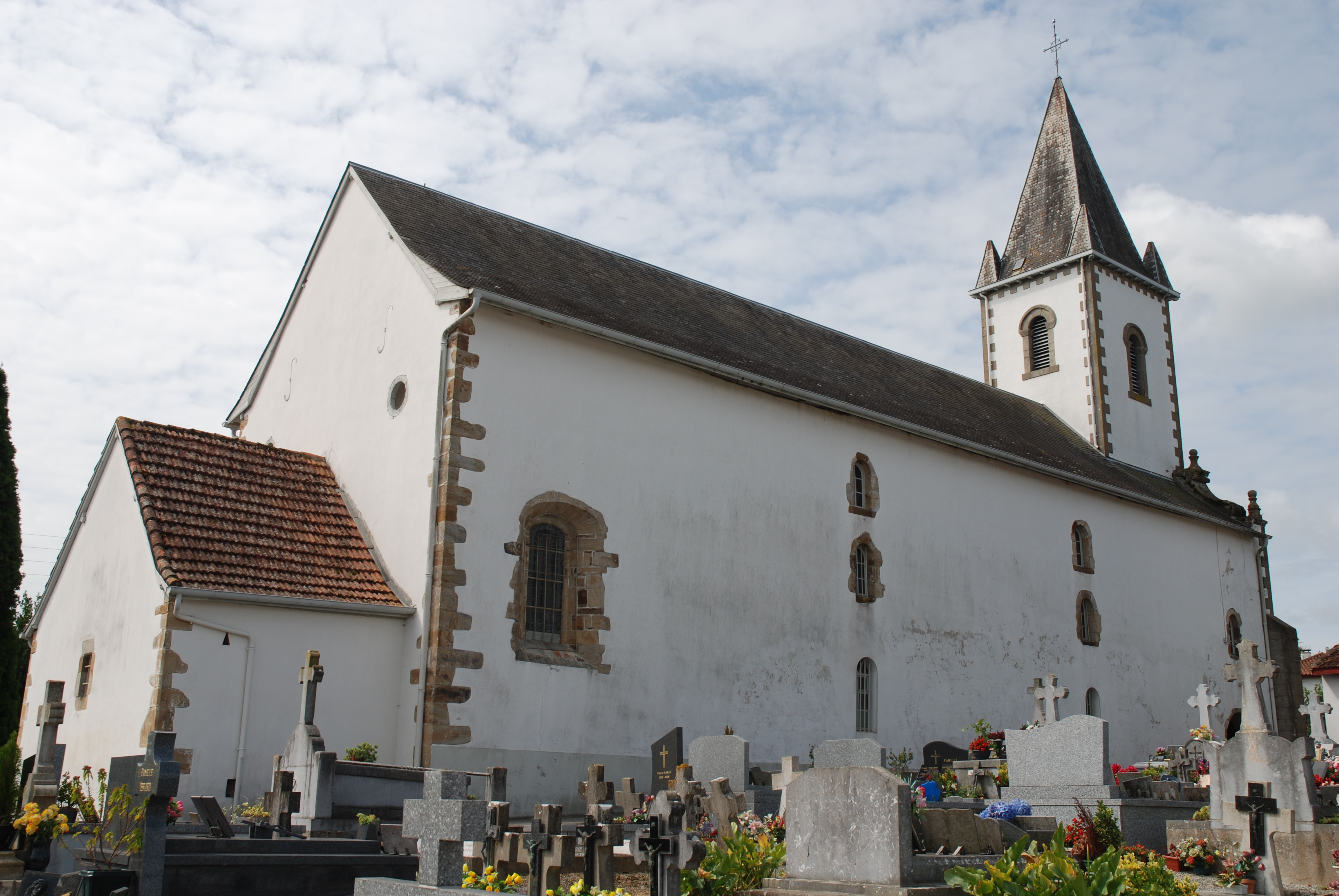
Pfarrkirche Saint-Étienne

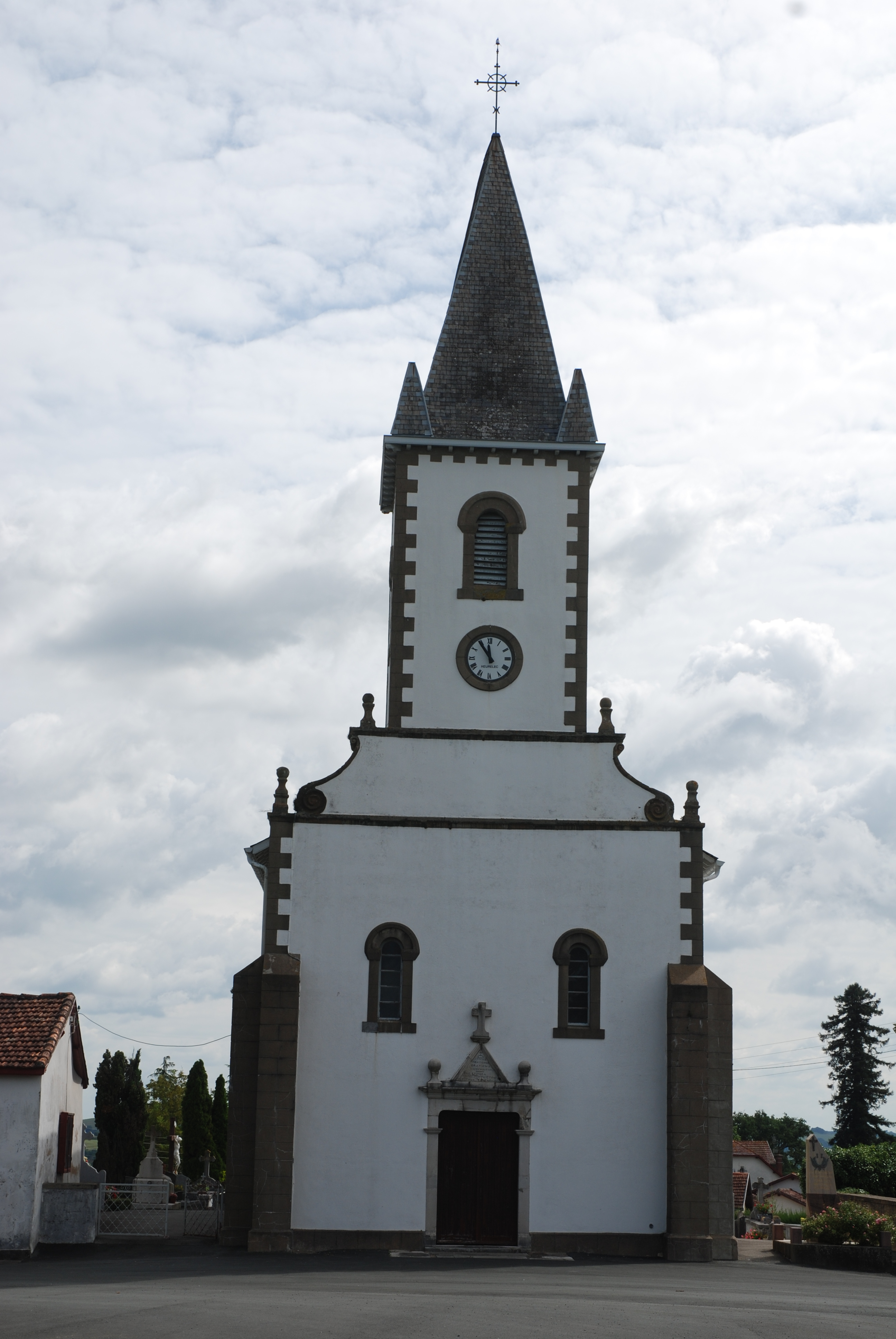
Pfarrkirche, Frontseite

- Pfarrkirche, gewidmet dem heiligen Stephanus. Sie wurde wahrscheinlich im 18. Jahrhundert errichtet, wie die entsprechende Jahreszahl über dem westlichen Haupteingang belegt, 1836 restauriert. Die Hauptfassade ist in drei Abschnitten eingeteilt. Der erste Teil besteht aus dem Haupteingang mit einem dreieckigen Giebel und zwei Rundbogenfenstern. Darüber ist ein schmalerer trapezförmiger Teil mit geschwungenen Seiten. Der obere Teil besteht aus dem Glockenturm mit einer Turmuhr unterhalb der Schallöffnung der Glockenstube. Er besitzt ein mit Schiefer gedecktes Pyramidendach, umgeben von vier Dachreitern. Das einschiffige Langhaus wird von einer flachen Apsis abgeschlossen. Im Innern umlaufen Emporen aus Holz auf zwei Ebenen das Langhaus auf drei Seiten. Die Kirche birgt neben einem bemerkenswerten Weihwasserbecken rund um eine verzierte Säule einen barocken Altaraufsatz, der dem der Pfarrkirche von Orègue ähnelt. Eingerahmt von sechs Schlangensäulen befinden sich mehrere Statuen in Nischen und ein Gemälde in der Mitte des Kunstwerks, das wie die Kirche dem heiligen Stephanus gewidmet ist. Es stellt den Moment seines Martyriums durch eine Steinigung dar. Entsprechend seiner Rede vor dem Sanhedrin, „Ich sehe den Himmel offen und den Menschensohn zur Rechten Gottes stehen“, öffnet sich der Himmel im Bild und zeigt Jesus Christus.[9][10] Ein Mahnmal zum Gedenken an die Verstorbenen der Kriege befindet sich rechts vom Haupteingang, das zum großen Teil aus dem rötlichen Sandstein des Pays de Mixe gearbeitet wurde. Die Namen der in den Kriegen des 20. Jahrhunderts Gefallenen der Gemeinde sind im unteren Teil eingetragen, der die Form eines „V“ besitzt. Der obere Teil ist eine Stele, auf der ein Kreuz und Lorbeerzweige, Symbole des Sieges, aufgetragen sind. Das Mahnmal vereinigt somit die Symbole des Vaterlands und des Christentums auf einem Standort zwischen Kirche und Friedhof.[11]

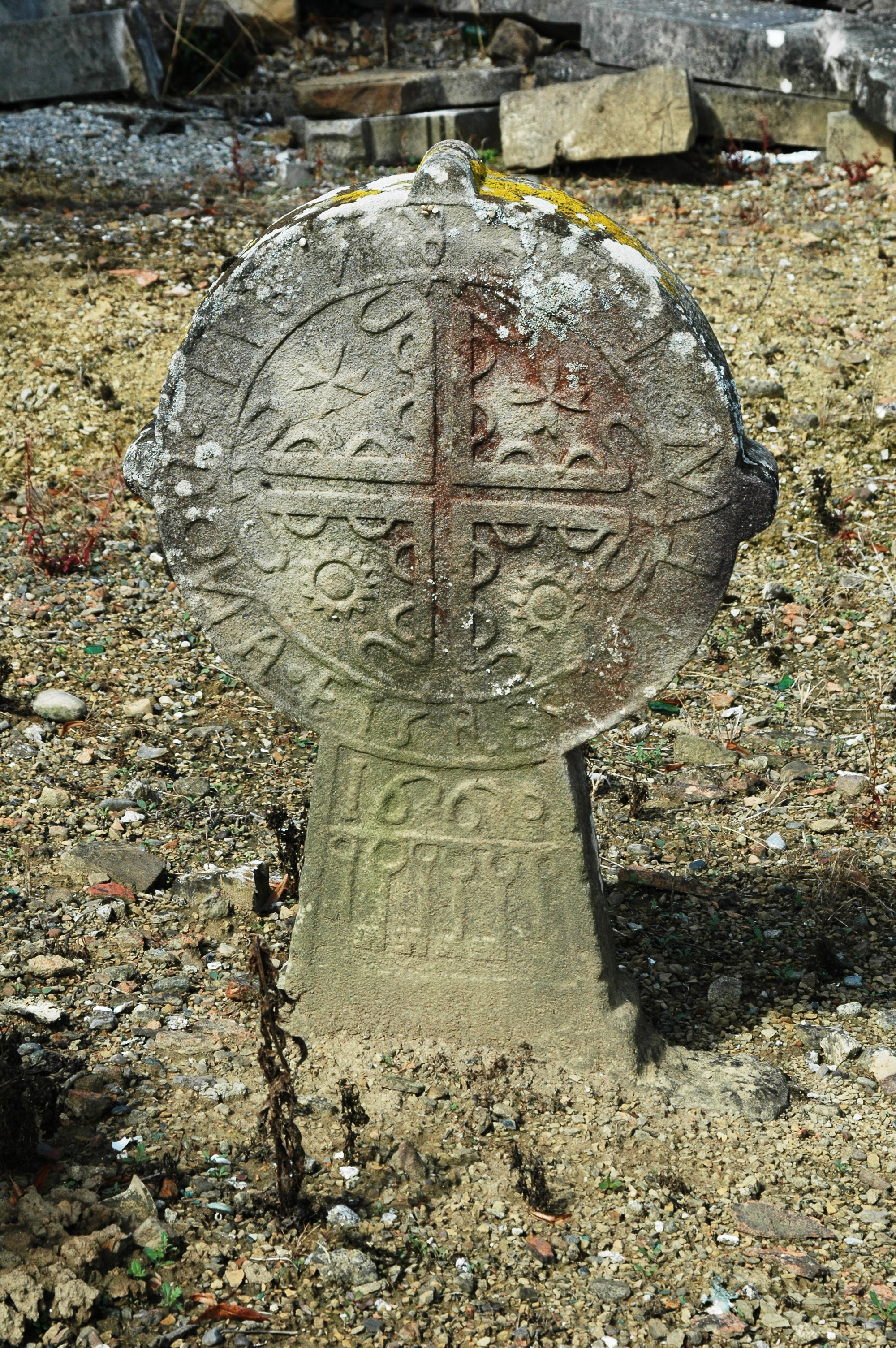
Scheibenförmige Grabstele von 1660 auf dem Friedhof von Masparraute

- Friedhof von Masparraute. Scheibenförmige Grabstelen, genannt Hilarri, und alte Grabkreuze sind auf dem Friedhof in direkter Nachbarschaft der Pfarrkirche zu sehen. Die scheibenförmigen Grabstelen tauchten im 15. Jahrhundert auf, inspiriert vom Heidentum in der Frühgeschichte des Baskenlands. Dennoch sind sie Zeichen praktizierten Christentums, ausgedrückt durch harmonische Motive auf den Scheiben, die oft in Form von christlichen Kreuzen auftreten. Die Grabkreuze in der klassischen Form stammen aus einer späteren Zeit. Sie sind ebenfalls oft mit skulpturaler Ornamentik verziert und erinnern an den Lapidarstil in der Bestattungskunst im Baskenland.[12] Eine scheibenförmige Grabstele auf dem Friedhof datiert aus dem Jahr 1660. Die Komposition der Gravuren zeigt eine Mischung von Symbolen des früheren heidnischen Kults und des christlichen Monotheismus. Die Mitte der Scheibe wird von einem griechischen Kreuz belegt. Zwei kleine Malteserkreuze befinden sich oberhalb der Seitenarme. Zwei Sonnen unterhalb der Arme lassen andererseits die Bedeutung von Gestirnen im heidnischen Glauben anklingen. Auf dem Sockel der Stele ist wiederum eine Reihe von Schlüsseln zu erkennen, die den Eintritt in das Paradies nach christlichem Glauben symbolisieren. Der Streifen, der die Scheibe umrandet, zeigt Inschriften in lateinischer Schrift, die vermutlich den Verstorbenen und sein Haus benennen. Anhand der Vielschichtigkeit der Verzierungen gehörte diese Grabstele vermutlich zu einer wohlhabenden Familie.[13] Das Friedhofskreuz fällt durch seinen Materialmix und der Exaktheit seiner Formen auf. Die Proportionen des Werkes entsprechen beinahe den realen Größen. Eine Christusstatue aus weißem Stein ist an ein Holzkreuz angenagelt. Ein Spruchband, ebenfalls aus weißem Stein, ist oberhalb der Statue angebracht und trägt die Inschrift „INRI“. Das Kreuz ist aller Wahrscheinlichkeit nach das Werk eines lokalen Künstlers aus dem Ende des 19. Jahrhunderts.[14]

- Haus der Küsterin. Eine Besonderheit des Baskenlands ist in früheren Jahrhunderten das Amt einer Küsterin, das vermutlich auf die matriarchalische Tradition der baskischen Gesellschaft zurückzuführen ist. Es wurde von einer jungen Frau oder Witwe bekleidet und hatte als Aufgabenbereich die Aufbewahrung der Schlüssel der Kirche, die Instandhaltung der Kirche und die Verteilung des gesegneten Brotes. Das Wohnhaus einer Küsterin befindet sich in der Regel in der Nähe der Pfarrkirche, wie es auch in Masparraute der Fall ist. Das Verschwinden dieses Amtes ist teilweise der Verfolgung von Häretikern im 17. Jahrhundert geschuldet. Pierre de Lancre wurde vom französischen König Heinrich IV. beauftragt, sich im Baskenland um das Hexenwesen zu kümmern, und Küsterinnen wurden in diesem Zusammenhang als Offenlegung eines Satanismus wahrgenommen.[15]

## Wirtschaft und Infrastruktur

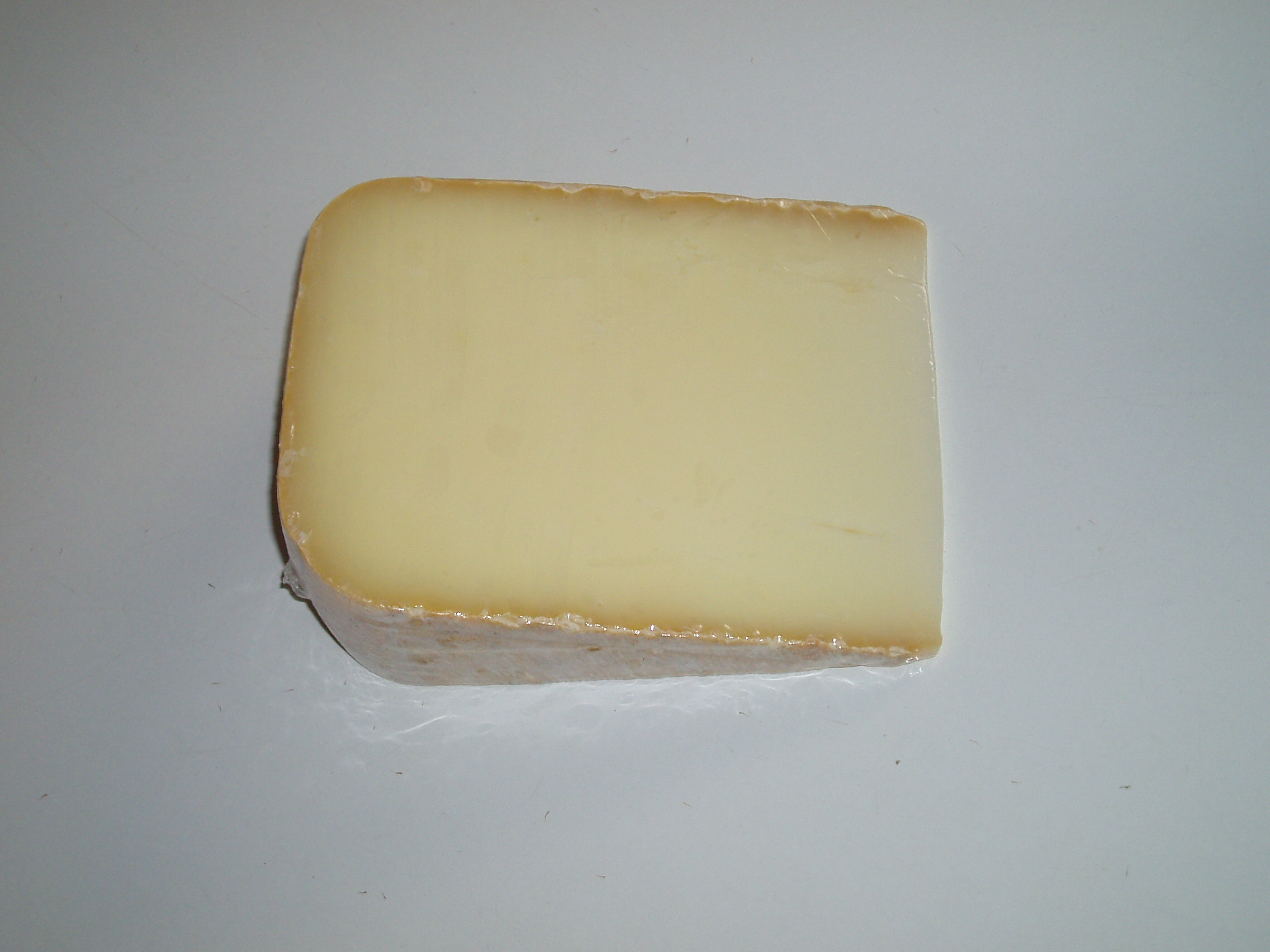
Ossau-Iraty

Die Landwirtschaft ist traditionell ein wichtiger Wirtschaftsfaktor der Gemeinde. Masparraute liegt in den Zonen AOC des Ossau-Iraty, eines traditionell hergestellten Schnittkäses aus Schafmilch, sowie der Schweinerasse und des Schinkens „Kintoa“.

### Verkehr
Masparraute wird durchquert von den Routes départementales 11 und 246 und ist über eine Linie des Busnetzes Transports 64 mit Bayonne und anderen Gemeinden des Départements verbunden.